# 西堀留川
西堀留川（にしほりどめがわ）は、東京都中央区に存在した河川。日本橋川から北側に入り室町方向にL字型に折れる水路であった。

## 歴史
西堀留川（伊勢町堀）は、まず旧石神井川（石神井川はかつて日本橋周辺で隅田川に流れ込んでいたとされる）から日本橋室町方面に掘りこまれ、石神井川が埋め立てられ堀留となって、L字型の流路になったといわれる。
西堀留川は塩河岸があった昭和通りより西側が1886年（明治19年）に埋め立てられ、1928年（昭和3年）に関東大震災のがれきを埋め、昭和通りから日本橋川合流点まで埋め立てられ水路は消滅した。一方東堀留川は戦後のがれき処理まで存続していた。

## 地理
西堀留川は中央区日本橋小舟町と中央区日本橋本町の境界付近を流れていた。川跡はビルなどが建ち並び、正確にたどることは難しいが、福徳神社周辺は河岸の幅を再現している。
北塩河岸、南塩河岸、小舟河岸、米河岸があり、西堀留川の西端の塩河岸跡地には現在福徳神社が建つ（近年復元された）。
現在の位置は日本橋小舟町1-1~4番地西側、日本橋本町1-6~10番地、日本橋本町2-6番地となっている。

## 橋梁
- 雲母橋
- 道浄橋
- 中ノ橋
- 荒布橋